# Uroš Sinđić
Uroš Sinđić (in serbo Урош Синђић?; Užice, 19 gennaio 1986) è un ex calciatore serbo, di ruolo difensore.

## Carriera

### Club
Il 1º luglio 2017 viene acquistato a titolo definitivo dalla squadra serba del Mladost Lučani.